# 陕西汽车控股集团
陕西汽车控股集团有限公司（简称陕汽控股），总部位于中華人民共和國陕西省西安市，是陕西省人民政府国有资产监督管理委会员监管的省属企业。主要从事重型军用越野车、重型卡车、中轻型卡车、大中型客车、微型车、重微型车桥、康明斯发动机及其零部件的开发、生产、销售及汽车金融业务。
集团前身是1968年创建的陕西汽车制造厂。现有员工2.8万人，总资产533亿元。集团下辖陕西汽车集团有限责任公司（简称陕汽集团）、陕西汽车实业有限公司、金龙汽车（西安）有限公司等100余家参控股子公司。

## 历史

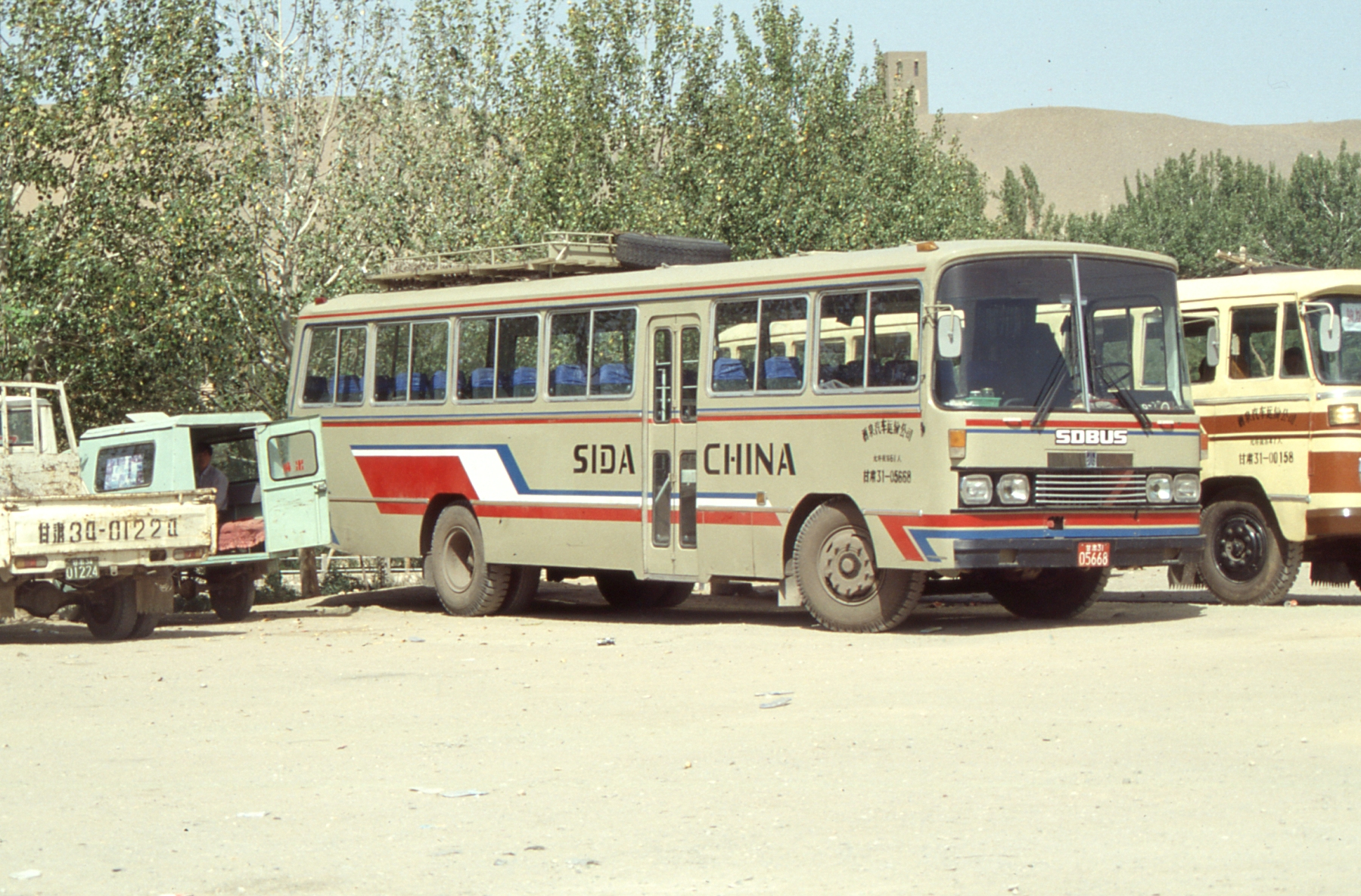
四达机械制造公司与引进斯太尔技术前的陕西汽车制造厂共同开发的“四达”牌SX680型大客车，1992年摄于酒泉

1964年，因应三线建设，国家计委决定重点安排新建湖北第二汽车制造厂、四川汽车制造厂和陕西汽车制造厂。后经国家计委批准，陕汽厂址定为陕西省岐山县曹家乡麦李河西沟（今属蔡家坡镇）:13。
1968年2月28日，陕西汽车制造厂筹备处成立，同年6月一机部汽车局决定由北京汽车制造厂包建陕汽厂主生产线，南京汽车厂发动机分厂和杭州汽车发动机厂包建陕汽发动机厂，陕汽随后从北汽和南汽这两个包建单位调入职工1100名。1968年6月，陕汽开始研制载重5吨的军用越野汽车，同年12月30日，在陕汽厂房尚未建成的情况下，陕汽研制出的第一辆SX250型5吨军用越野汽车样车在北汽出厂，该样车后来在中国核试验基地报废。
陕汽厂房1969年在麦李西沟开工，该厂制造的第一辆SX250样车于1970年12月26日出厂，而SX250在四轮试制、改进和定型试验后最终于1974年定型。1975年，陕汽麦李西沟厂房基本建成，1978年3月验收合格，正式移交生产。陕汽的民用汽车研发也于1975年开始，此后先后研发出SX161型13.5吨载货汽车，SX360型12吨自卸汽车，SX680型大客车底盘等。
1985年12月，因应斯太尔91技术引进，陕西汽车制造厂开始在西安建设总装分厂和车身分厂，西安总装分厂1987年开始试生产。1988年6月3日，陕西汽车制造厂更名为陕西汽车制造总厂。

## 子公司——陕汽集团

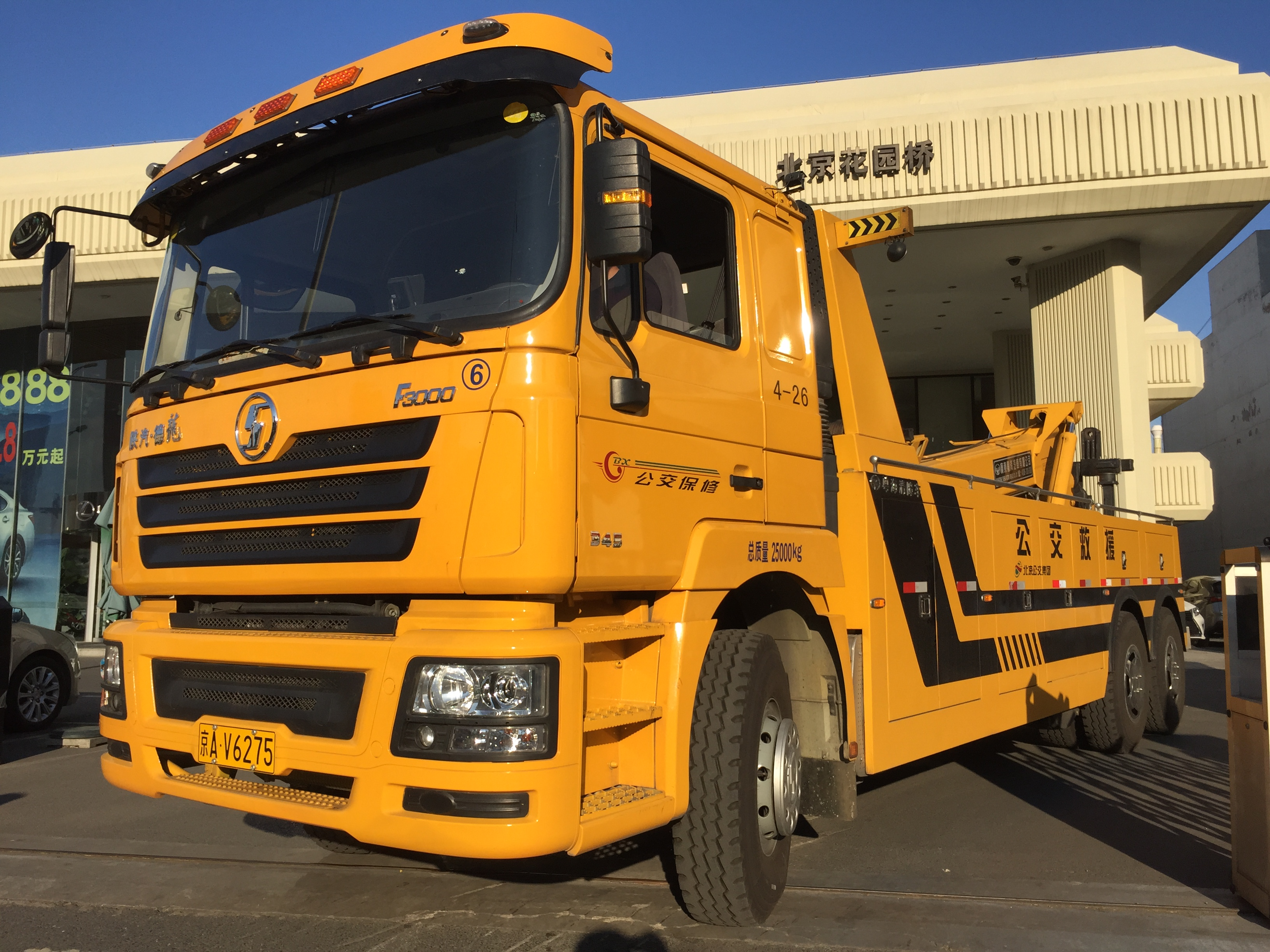
德龙F3000

陕西汽车集团有限责任公司（简称陕汽集团）是中国最大的重卡生产商之一。雇员超过1万5千人。

### 参股、控股子公司
陕汽集团拥有陕西重汽、宝鸡华山工程车辆公司、陕西欧舒特汽车股份有限公司、西安康明斯发动机公司、陕西汉德车桥公司、陕西重汽汽车零部件公司等15个参股控股子公司。通家是陕汽的下属企业，主要生产微型客车。

### 陕西重汽控制权之争
在陕汽集团诸多子公司中，上市公司陕西重汽是陕汽集团最为优质的资产。潍柴动力则通过抢购湘火炬进而控股陕西重汽。2009年时，在陕西省国资委的支持下，陕汽集团正与潍柴动力争夺陕西重汽的控股权。

## 相关作品
2022年播出的中国大陆电视剧《沸腾人生》，其故事以陕汽集团为原型。